# Крессуэлл, Чарли
Чарли Ричард Крессуэлл (англ. Charlie Richard Cresswell; родился 17 августа 2002) — английский футболист, центральный защитник французского клуба «Тулуза».

## Клубная карьера
Уроженец Престона (графство Ланкашир), Чарли вырос в Йорке. Футбольную карьеру начал в академии клуба «Лидс Юнайтед» в 2013 году. 16 сентября 2020 года дебютировал в основном составе «павлинов» в матче Кубка Английской футбольной лиги против «Халл Сити». В августе 2021 года подписал с клубом четырёхлетний контракт. 25 сентября 2021 года дебютировал в Премьер-лиге, выйдя в стартовом составе в матче против «Вест Хэм Юнайтед».
4 июля 2022 года отправился в аренду в клуб Чемпионшипа «Миллуолл» до конца сезона 2022/23. 30 июля 2022 года в своём дебютном матче за клуб в рамках первого тура Чемпионшипа забил два гола в ворота «Сток Сити».
8 июля 2024 года за неразглашаемую сумму перешёл в клуб французской Лиги 1 «Тулуза».

## Карьера в сборной
Единственный вызов в юношескую сборную получил 2 октября 2020 года. Дебютировал 8 октября в матче против сборной Шотландии на «Сент-Джорджс Парк», выйдя в стартовом составе и забив гол. Однако в перерыве игра была прекращена после того, как у одного из членов тренерского штаба был обнаружен положительный результат теста на COVID-19.
Впервые в молодёжную сборную был вызван 27 августа 2021 года. Дебютировал 11 ноября в матче против сборной Чехии на «Терф Мур», заменив на 89-й минуте Конора Галлахера. 14 июня 2023 года был включён в состав сборной на молодёжный чемпионат Европы. На турнире сыграл один матч, проведя все 90 минут на поле против сборной Германии. Англия впервые за 39 лет стала победительницей турнира, не пропустив ни одного гола.

## Личная жизнь
Чарли — сын профессионального футболиста Ричарда Крессуэлла, экс-нападающего «Престон Норт Энд», «Лидс Юнайтед» и сборной Англии до 21 года, который также возглавлял футбольную академию «Лидс Юнайтед».

## Достижения
Молодёжная сборная Англии
- Чемпион Европы: 2023